# خدمات الاتصالات في سويسرا
توجد مرافق اتصالات واسعة النطاق في سويسرا. وهي تشمل نظام الهاتف والإنترنت ووسائط البث.

## خدمات الهاتف
في عام 2007، كان هناك 5 ملايين خط هاتف ثابت قيد الاستخدام و 8,096,000 هاتف محمول، أكثر من واحد لكل فرد. يوصف نظام الهاتف بأنه يقدم «خدمات محلية ودولية ممتازة» ولديه «شبكات ترحيل واسعة النطاق للكابلات والموجات الدقيقة» في كتاب حقائق العالم. يتم توفير الاتصالات المحمولة من قبل العديد من الشركات بما في ذلك «سويسكوم» "Swisscom" و "Sunrise" و "Salt".

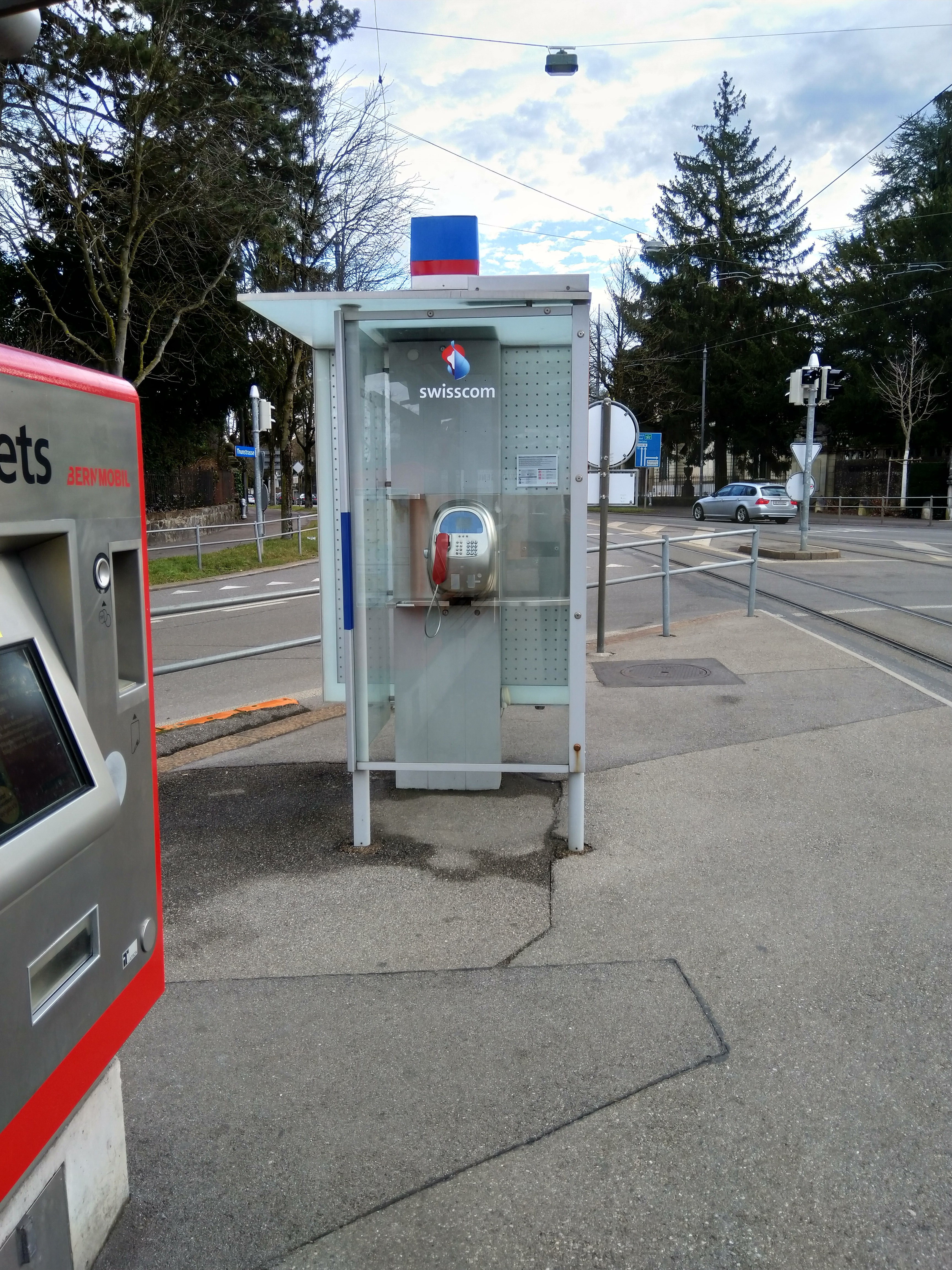
هاتف عمومي تابع لسويسكوم بمدينة برن.

## الإذاعة والتلفزيون
في عام 1998، بلغ عدد أجهزة الاستقبال اللاسلكية في البلاد 7,100,000، بمعدل واحد لكل فرد. في عام 2004 كان هناك 113 محطة راديو FM و 4 AM في البلاد، دون احتساب العديد من محطات الطاقة المنخفضة الأخرى.
أيضا، في عام 1995، كان هناك 108 محطات تلفزيونية و 3,310,000 أجهزة تلفزيون.

### التلفزيون
تم إطلاق التلفزيون في سويسرا في عام 1950 ويُطلب من الأشخاص الذين يعيشون في سويسرا ويتلقون خدمات التلفزيون بموجب القانون دفع رسوم ترخيص التلفزيون، والتي تستخدم لتمويل خدمة الإذاعة والتلفزيون العامة SRG SSR. تدفع رسوم الترخيص في جميع المناطق اللغوية في سويسرا نفس المبلغ (462 فرنك سويسري لعام 2008، 365 فرنك سويسري منذ 2019، مع احتساب كل من تراخيص الراديو والتلفزيون)، وبالمقابل، يحق لهم بموجب قانون للخدمات ذات الجودة المتساوية.

#### قائمة القنوات التلفزية السويسرية

##### القنوات التلفزية السويسرية الناطقة باللغةالألمانية

شعار قناة SRF 1.

- شعار قناة SRF 1.SRF 1: القناة الأولى من ثلاث قنوات وطنية باللغة الألمانية في سويسرا (القنوات الأخرى هي SRF zwei و SRF info). تعمل تحت مجموعة البث SRG SSR العامة. تعتبر قناة SRF 1 هي القناة التي تبث المزيد من البرامج المحلية والترفيهية والبرامج الأخرى من هذا النوع.

- SRF zwei: تتكون برمجة القناة من الرياضة وبرامج الشباب والأفلام ومجموعة واسعة من العروض الأمريكية الرئيسية.

- معلومات SRF: قناة إخبارية مملوكة لمجموعة البث العام.

- 3sat: شبكة تليفزيونية عامة خالية من الإعلانات تديرها محطات البث العام في ألمانيا والنمسا وسويسرا. وهي متاحة خارج قمر أسترا لجميع أوروبا وشمال إفريقيا وغرب آسيا.

- قناة CHTV: قناة ثقافية تعمل كمنصة للمبدعين تم إطلاقها في عام 2013. وتتكون البرمجة بشكل رئيسي من مجلات ثقافية وأفلام وثائقية مسلية وأفلام.

- 3+: قناة البرمجة العامة السويسرية التي تم إطلاقها في عام 2006. وتتكون البرمجة بشكل رئيسي من برامج الواقع والمعلومات والترفيه والخيال الأمريكي.

- 4+: قناة سويسرية منذ 2012.

- 5+: قناة سويسرية منذ 2014.

- TeleZüri: في الأصل محطة محلية في مدينة زيورخ، القناة متاحة الآن في جميع أنحاء الجزء الناطق بالألمانية من البلاد. تبث نشرة الأخبار الليلية الأكثر مشاهدة لجميع القنوات التجارية في سويسرا.

- Sat.1 Schweiz: النسخة السويسرية من Sat.1. وهو يختلف عن الأخير في بعض البرمجة المحلية والإعلان الإقليمي.

- ProSieben Schweiz: نسخة سويسرية من ProSieben. وهو يختلف عن الأخير في بعض البرمجة المحلية والإعلان الإقليمي.

شعار قناة TeleZüri.

- شعار قناة TeleZüri.قناة S1 TV: قناة سويسرية موجهة نحو جمهور أكبر تم إطلاقها في عام 2013. وتتكون البرمجة بشكل رئيسي من أفلام وثائقية ودراما تلفزيونية.

- Star TV: قناة للسينما وأسلوب الحياة، مع أفلام وبرامج عن الأفلام القادمة في المسارح وفي السوق المحلية، وبرامج موسيقية (مقاطع فيديو بشكل رئيسي) وبرامج حول ألعاب الفيديو.

- جويوز: قناة موجهة للشباب، ومجلات إذاعية، ومقاطع فيديو موسيقية، وعروض مكالمات مباشرة، حيث يمكن للمشاهدين المشاركة في الغالب عن طريق وسائل التواصل الاجتماعي.

- Viva Schweiz: النسخة السويسرية من Viva.

- Nickelodeon Schweiz: النسخة السويسرية من Nickelodeon.

- Comedy Central Schweiz: النسخة السويسرية من Comedy Central.

- Energy TV: محطة موسيقى، بث مقاطع فيديو موسيقية متتالية.

- Sport Szene Fernsehen: قناة رياضية تركز على الرياضات الأقل شعبية.

- Schweiz 5: يتم نقلها بواسطة الكابل، وتتكون برمجتها في الغالب من برامج الاستدعاء والمعلومات التجارية.

- Teleclub: شركة تلفزيونية مدفوعة، تدير العديد من قنوات الأفلام وعرضًا واسعًا للرياضات الحية من سويسرا والخارج.

القنوات الألمانية المتاحة في سويسرا مع الإعلانات المحلية: RTL و RTL II و Super RTL و Vox و Kabel 1 و Sixx
القنوات الألمانية والنمساوية غير المحلية المتاحة في سويسرا: جميع القنوات العامة ومعظم القنوات التجارية من الدول المجاورة متاحة على نطاق واسع في سويسرا من خلال تلفزيون الكابل.

##### القنوات التلفزية السويسرية الناطقة باللغةالفرنسية
- RTS Un: القناة التلفزيونية العامة الأولى باللغة الفرنسية السويسرية. تعمل تحت مجموعة البث SRG SSR العامة. تدير RTS Un جدولًا عامًا مع التركيز على الأخبار والبرمجة المحلية.

- RTS Deux: تتكون برامج القناة من إعادة تشغيل من أرشيف تلفزيون RTS Un وبرامج تلفزيونية للأطفال في الصباح وبعد الظهر، وبرامج للمراهقين في وقت متأخر بعد الظهر والمساء وبرامج ثقافية أو بث رياضي خلال وقت الذروة.

- RTS Info: قناة تلفزيونية افتراضية، مملوكة لشركة Télévision Suisse Romande، تم إطلاقها في 26 ديسمبر 2006. تبث 24 ساعة في اليوم باستخدام دفق إنترنت، ومرات عديدة (خاصة في الليل وصباح الصباح) على قناة RTS Deux.

- Rouge TV: قناة موسيقية خاصة، تستهدف في المقام الأول التركيبة السكانية 15-34.

- TVM3: أول قناة خاصة مسموح لها بالبث في جميع أنحاء Romandy بعد إغلاق Télécinéromandie. بدأ الإرسال في 1 مايو 2004.

- TV5MONDE: شبكة تلفزيونية عالمية تبث عدة قنوات لبرامج اللغة الفرنسية.

- TF1 سويس: النسخة السويسرية من TF1. وهو يختلف عن الأخيرة فقط في الإعلانات الإقليمية.

- M6 Suisse: النسخة السويسرية من M6. وهو يختلف عن الأخيرة فقط في الإعلانات الإقليمية.

- W9 Suisse: نسخة سويسرية من W9. وهو يختلف عن الأخيرة فقط في الإعلانات الإقليمية.

القنوات الفرنسية غير المحلية المتاحة في سويسرا: جميع القنوات العامة ومعظم القنوات التجارية من البلدان المجاورة متاحة على نطاق واسع في سويسرا من خلال تلفزيون الكابل.

##### القنوات التلفزية السويسرية الناطقة باللغةالايطالية
- RSI La 1: قناة تلفزيونية عامة، تبث باللغة الإيطالية للسويسريين الناطقين بالإيطالية في جميع أنحاء البلاد. تعمل تحت مجموعة البث SRG SSR العامة. وتتكون برامجه من عروض الألعاب والبرامج الإخبارية والأفلام والأفلام الوثائقية والبرامج الرياضية الأقل تكرارًا.

- RSI La 2: القناة الشقيقة لـ RSI La 1، تبث باللغة الإيطالية. ينقل بشكل رئيسي البرامج الرياضية، ولكن أيضًا يعيد البرامج والبرامج الموسيقية. لا تبث أي نشرات إخبارية.

- TeleTicino: قناة تلفزيونية تجارية تركز على الأخبار الواردة من الجزء الناطق باللغة الإيطالية من البلاد.

##### القنوات التلفزية السويسرية الناطقة باللغةالرومانشية
لا توجد قناة تلفزيونية تبث بلغة الرومانش حصرا. بدلاً من ذلك، يتم إرسال إنتاجات Radio Television Rumantscha على معلومات SRF 1 و RSI La 2 و SRF بضع دقائق في اليوم. تتضمن البرمجة Telesguard (نشرة إخبارية) و Cuntrasts و l'Istorgia da buna notg (قصة قبل النوم).

### الراديو[4][7]

#### القنوات الاذاعية السويسرية الناطقة باللغةالألمانية
- الإذاعة والتلفزيون السويسري:
  - SRF 1
  - SRF 2 Kultur
  - SRF 3
  - SRF 4 News
  - SRF Musikwelle
  - SRF Virus

- قنوات خاصة:
  - Radio 24
  - neo1
  - neo2
  - Radio Pilatus
  - Radio Zürisee
  - Radio ENERGY Zürich
  - FM1
  - Radio Sunshine
  - Radio Argovia

##### القنوات الاذاعية السويسرية الناطقة باللغةالفرنسية
- La 1ère
- Espace 2
- Couleur 3
- Option Musique

##### القنوات الاذاعية السويسرية الناطقة باللغةالايطالية
- Rete Uno
- Rete Due
- Rete Tre

## خدمات الانترنات
نطاق المستوى الأعلى لرموز البلدان لصفحات الويب السويسرية هو.ch، يأتي من اسم اللغة اللاتينية للاتحاد، Confederation Helvetica. كان هناك 115 مزود خدمة إنترنت في سويسرا وليختنشتاين في عام 1999، واعتبارًا من عام 2008، كان هناك 4610.000 مستخدم للإنترنت.